# La Femme en rouge
Pour plus de détails, voir Fiche technique et Distribution.
La Femme en rouge est un film français réalisé par Louis Cuny en 1946 et sorti en 1947.

## Synopsis
Un tableau de prix est volé par effraction dans une galerie, engendrant un meurtre. C'est alors que le détective Roland Gauthier commence son enquête. Il découvre que le vol cache une vaste organisation, dont un peintre réputé s'affirme comme un dangereux chef de bande qui n'hésite pas à tuer la gracieuse Irmène, trop sensible femme fatale.

## Fiche technique
- Titre : La Femme en rouge
- Réalisation : Louis Cuny
- Scénario : Louis Cuny
- Dialogues : Jacques Viot
- Décors : Lucien Carré
- Photographie : Pierre Montazel
- Montage : Maurice Serein
- Musique : Tony Aubin et Louis Gasté
- Son : René Louge
- Production : Célia Films
- Tournage : du 10 juillet au 9 septembre 1946
- Pays d'origine :  France
- Langue : français
- Format : Noir et blanc — 35 mm — Son : Mono
- Genre : Film dramatique policier
- Durée : 90 minutes
- Dates de sortie : 
  - France : 21 mai 1947
- Affiche : Jacques Bonneaud (France)

## Distribution
- Jean Debucourt - Imaneff
- Andrex - Le chef des gangsters
- Pierre Larquey - Le Père Simon
- Simone Sylvestre - Irmène
- Yves Furet - Roland Gauthier
- André Gabriello - Hector
- Raymond Pellegrin - Jean Talais
- Colette Fleuriot - la fleuriste
- Ky Duyen - le Chinois
- Louis Seigner - Malvet
- Daniel Gélin - Saladin
- Jean Brochard - le commissaire
- Jean Duvaleix - Souliac
- Lucien Hector - le valet de chambre
- Jacques Henley - le commissaire-priseur
- Marcel Melrac
- Julienne Paroli - la femme de chambre
- Pierre Réal
- Germaine Stainval - une invitée
- Sylvain
- Paul Villé - le peintre
- Léon Walther - le directeur des Beaux-Arts
- Monique Artur - Martine
- Caroline Carone
- Albert Lyjo - Marcel
- Marius David